# Steatococcus nudatus
Steatococcus nudatus är en insektsart som först beskrevs av William Miles Maskell 1896.  Steatococcus nudatus ingår i släktet Steatococcus och familjen pärlsköldlöss. Inga underarter finns listade i Catalogue of Life.